# Generale Bank

Logo van de Generale Bank

De Generale Bank (Frans: Générale de Banque) was een Belgische bank, opgericht in 1934 als een afsplitsing van de machtige financiële holding Generale Maatschappij van België. Bij de oprichting kreeg de bank de naam Bank van de Generale Maatschappij van België (Frans: Banque de la Société générale de Belgique). Van 1965 tot 1985 heette de bank de Generale Bankmaatschappij (Frans: Société générale de Banque), vaak afgekort als Generale Bank.
In 1999 fuseerde de Generale Bank met de ASLK, MeesPierson en VSB Bank tot de Fortis Bank, in 2008 overgenomen door BNP Paribas en verdergegaan als BNP Paribas Fortis.

## Geschiedenis
De Generale Bank werd op 5 december 1934 opgericht door de Generale Maatschappij van België die haar bankactiviteiten in een aparte nv, Bank van de Generale Maatschappij van België (Frans: Banque de la Société générale de Belgique), wilde onderbrengen. Bij haar oprichting was de bank veruit de grootste in België (gevolgd door de Bank van Brussel), met in totaal 347 filialen en kantoren. Deze herstructurering werd doorgevoerd in overeenstemming met nieuwe Belgische wetgeving die een scheiding vereiste tussen commerciële bankactiviteiten en investeringsholdings. De bank werd gevormd door de bankafdeling van de Generale Maatschappij samen te voegen met twaalf lokale dochterbanken:
- Banque Centrale de la Dendre,
- Banque Centrale de la Dyle et du Limbourg,
- Banque Centrale de la Sambre,
- Banque Centrale de Namur et de la Meuse,
- Banque Centrale Tournaisienne,
- Banque de Courtrai et de la Flandre Occidentale,
- Banque de Flandre et de Gand,
- Banque de Verviers,
- Banque Générale de Liège et de Huy,
- Banque Générale du Centre,
- Banque du Hainaut,
- Banque Générale du Luxembourg.

Het kapitaal van de nieuwe bank werd gelijkelijk verdeeld tussen de Generale Maatschappij en de aandeelhouders van de twaalf gefuseerde banken. Omdat deze banken deels eigendom waren van de Generale Maatschappij, bezat deze bij de oprichting 74,4% van de BGM.
De bank opereerde binnen de Generale Maatschappij naast andere bankentiteiten die de holding behield als dochterondernemingen en filialen, waaronder de Banque d'Anvers, de Banque belge pour l'Étranger, de Banque du Congo belge, de Banque Italo-Belge en de Banque d'Lunion parisienne. In de jaren 1930 bezat de bank zelf aandelen in al deze banken (met uitzondering van die laatste) en ook in de Nationale Maatschappij voor Krediet aan de Nijverheid.
In 1945 was het belang van de Generale Maatschappij gedaald tot 50% en in 1954 verder tot 24%.
In 1965 fuseerde de Bank van de Generale Maatschappij van België met de Banque d'Anvers en de Belgische Bankmaatschappij tot de Generale Bankmaatschappij. Het belang van de Generale Maatschappij werd verder teruggebracht tot 20,7%. Op dat moment beheerde de Generale Bankmaatschappij 40% van alle deposito's in België. De bank breidde zich vervolgens verder uit naar diensten voor particulieren: het Belgische kantorennetwerk groeide van 328 filialen in 1945 tot 640 in 1964 en 1.100 in 1975.
In 1985 werd de naam Generale Bank aangenomen.

### Fusiegesprekken met AMRO Bank
In mei 1987 werd de Generale Bank benaderd door de AMRO Bank. Bestuursvoorzitter Roelof Nelissen kende de voorzitter van het directiecomité Eric de Villegas de Clercamp (1924-1993) van de Generale Bank goed. Beide banken waren groot in eigen land, maar internationaal was hun positie beperkt. Met de komende Europese eenwording zou de combinatie sterker komen te staan met een balanstotaal van 250 miljard gulden, waarmee het binnen Europa de op drie na grootste bank zou worden. Onenigheid was er wel over de groeistrategie: voor de Generale Bank lag de nadruk op Europa, terwijl AMRO Bank mondiale aspiraties had. De betrokkenheid van de aandeelhouders van de Generale Bank bemoeilijkte de gesprekken. Zowel de Generale Maatschappij van België als andere groepen aandeelhouders waaronder Assurances Générale, speelden hierbij een belangrijke rol. De gesprekken werden in het geheim gevoerd en vorderden langzaam.
In januari 1988 deed Carlo de Benedetti een vijandelijk bod op de Generale Maatschappij. Sterke druk op de fusiepartners leidde ertoe dat voorlopige plannen op 12 februari 1988 naar buiten werden gebracht. Er werd een samenwerkingsovereenkomst getekend waarbij Generale Bank en AMRO Bank streefden naar een bancaire combinatie binnen drie jaar. De eerste stap was de oprichting van een gemeenschappelijke houdstermaatschappij onder de naam Tuba Holding International.
In het eerste halfjaar van de alliantie werd nog vooruitgang geboekt. Met het vertrek van de Villegas de Clercamp verloor de alliantie een belangrijke partner. Zijn opvolger Paul-Emmanuel baron Janssen was terughoudender. Er kon geen overeenstemming worden bereikt over de internationale expansie en over de kosten en financiële structuur van de combinatie. In de zomer van 1989, na anderhalf jaar praten, verloor de AMRO Bank het vertrouwen in een goede afloop en in september 1989 werd op een persconferentie een einde gemaakt aan de alliantie.

### Generale Bank Nederland
In 1995 kreeg de bank vaste voet in Nederland door de overname van de Crédit Lyonnais Bank Nederland (CLBN). De laatste naam verdween waarvoor Generale Bank Nederland in de plaats kwam. CLBN telde 79 vestigingen. De overname had geen gevolgen voor de werkgelegenheid. Het lopende reorganisatieplan van CLBN, dat voorzag in een afslanking zonder gedwongen ontslagen tot 2.100 banen in 1996, werd gewoon uitgevoerd. De bestuursvoorzitter van CLBN, W. van Driel, stapte op en werd opgevolgd door Marc Gedopt. Gedopt werkte sinds 1986 bij de Generale Bank. De Generale Bank nam niet alles over, de dubieuze kredieten, vooral in de filmsector en in het Verenigd Koninkrijk, bleven buiten de overname. De Generale Bank betaalde 1,2 miljard gulden, dat was ongeveer vijftien keer de verwachte jaarwinst van CLBN in 1995.
Fortis had ook een poging gedaan CLBN te kopen. De Nederlands-Belgische bank-verzekeraar had in de vroege fase van het verkoopproces honderden miljoenen minder geboden voor CLBN, maar voerde de prijs steeds verder op. Uiteindelijk was het verschil tussen het bod van Generale Bank en Fortis zeer klein. Oud-CLBN-topman Van Driel noemde de handelswijze van Fortis 'onhandig'.

### Overname Generale Bank
In 1998 gaf de grootaandeelhouder van de bank, Generale Maatschappij van België die in 1998 in handen was gekomen van Compagnie de Suez, aan het controlerend belang van 30% in de bank te willen verkopen. Maurice Lippens van Fortis had goede banden met de topman van Suez, Gérard Mestrallet, en bereikte snel een akkoord. In mei 1998 bracht Fortis, na maanden moeizame onderhandelingen en met tegenzin van het directiecomité van de bank, een bod uit van 22 miljard gulden in aandelen. ABN AMRO bracht kort daarop een tegenbod uit van 24 miljard. Tevoren had ABN AMRO uitgebreid gesproken met het directiecomité van de Generale Bank en de laatste zou de Europese banken van de combinatie gaan aansturen. De leiding zou in handen komen van Rijkman Groenink (ABN AMRO) en Fred Chaffart van de Generale Bank zou vicevoorzitter worden. Het directiecomité had echter een minderheid in de raad van bestuur, te vergelijken met de raad van bestuur én raad van commissarissen in Nederland. Nadat Fortis het bod had verhoogd tot zo'n 28 miljard gulden, stemde de meerderheid van de raad van bestuur van de Generale Bank voor het bod van Fortis. In 1998 werd de koop afgerond. Op 23 juni 1999 fuseerden alle bankbedrijven van Fortis, maar op straat was de fusie pas op 21 maart 2000 te zien, toen voortaan de naam Fortis Bank werd gebruikt.

## Huidige situatie
In 1999 ontstond de Fortis Bank uit de fusie van de Generale Bank en de ASLK in België, en van de Generale Bank Nederland, VSB Bank en MeesPierson in Nederland. Tijdens de kredietcrisis raakte de moedermaatschappij Fortis in grote financiële problemen door zich te vertillen aan de overname van ABN AMRO Bank N.V. met uiteindelijk een nationalisatie van zichzelf en de net overgenomen onderdelen uit de ABN AMRO boedel als gevolg. De bankactiviteiten van het concern werden gesplitst in een Belgisch en Nederlands deel. De Belgische activiteiten kwamen aanvankelijk in handen van de Belgische staat. Sinds 2009 maakt het onderdeel uit van de Franse bank BNP Paribas en gaat verder onder de naam BNP Paribas Fortis.

## Hoofdkantoor

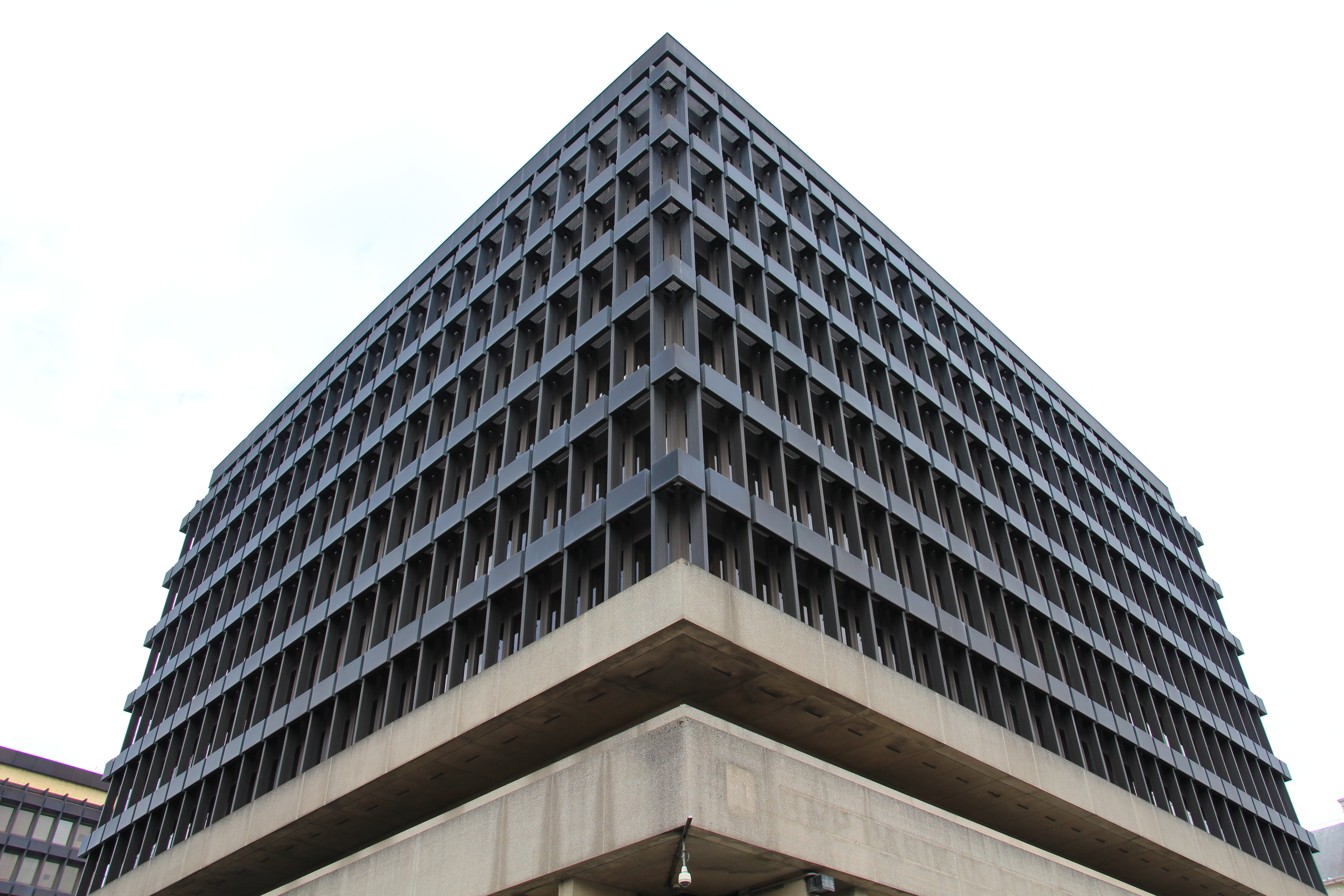
Hoofdkantoor van de bank gebouwd vanaf 1968 en gesloopt in 2016-2017

Bij de oprichting in 1934 nam de Bank van de Generale Maatschappij het hoofdkantoor van de Generale Maatschappij, gelegen tussen het station Brussel-Centraal en de Warandepark, over. De Generale Maatschappij zelf verhuisde naar een bouwblok verder, gelegen aan de Koningsstraat.
In 1966 besloten de Generale Maatschappij en de Generale Bankmaatschappij om het hele stadsblok waarin hun hoofdkantoren gevestigd waren te slopen en opnieuw op te bouwen. De Generale Maatschappij liet haar nieuwe hoofdkantoor aan de Koningsstraat herbouwen in een neoklassieke stijl. De bank daarentegen koos voor een ontwerp in een brutalistische stijl, ontworpen door Hugo Van Kuyck, Pierre Guillissen, Christian Housiaux en Jean Polak. De uitvoering van het project gebeurde in twee fasen tussen 1968 en 1980.
Het BNP Paribas Fortis-complex werd in 2016-2017 opnieuw gesloopt om plaats te maken voor een nieuw hoofdkantoor, ontworpen door Jaspers Eyers Architects, dat werd voltooid eind 2021.

## Bestuur
| Periode     | Voorzitter van het directiecomité |
| ----------- | --------------------------------- |
| 1934 - 1939 | Alexandre Galopin                 |
| 1939 - 1944 | Willy de Munck                    |
| 1944 - 1950 | Jules Bagage                      |
| 1951 - 1963 | Pierre de Bonvoisin               |
| 1963 - 1969 | Jules Dubois-Pélerin              |
| 1969 - 1976 | Robert Henrion                    |
| 1977 - 1979 | André Rostenne                    |
| 1980 - 1988 | Eric de Villegas de Clercamp      |
| 1989 - 1991 | Paul-Emmanuel Janssen             |
| 1992 - 1999 | Fred Chaffart                     |

| Periode     | Voorzitter            |
| ----------- | --------------------- |
| 1980 - 1991 | Jacques Groothaert    |
| 1991 - 1999 | Paul-Emmanuel Janssen |